# Forma do pieczenia

Forma do pieczenia

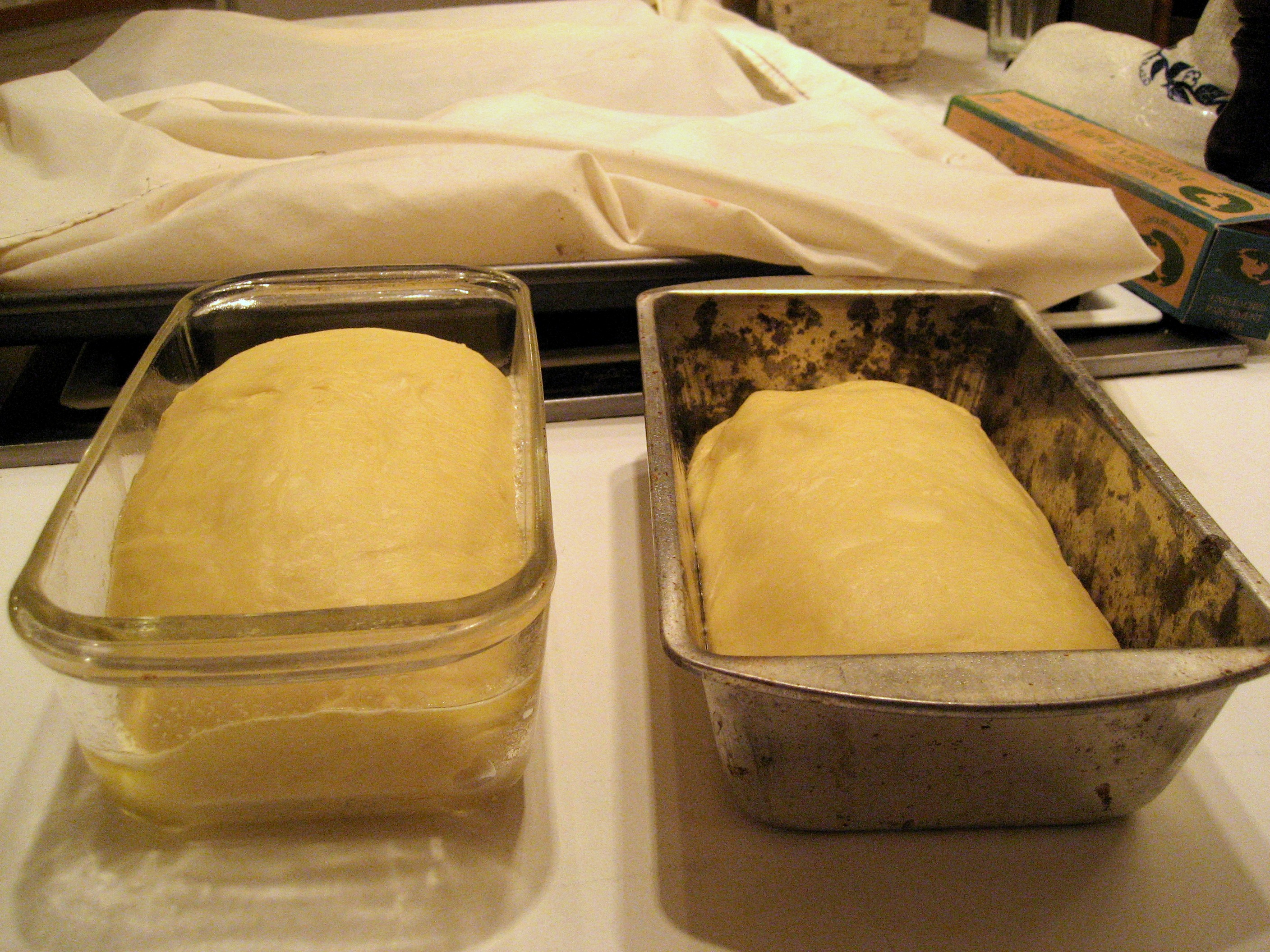
Formy do pieczenia

Forma do pieczenia – sprzęt kuchenny, forma (naczynie) do pieczenia tortów, babek, serników, tart, mazurków, zapiekanek itp., nadająca kształt wypiekowi. Używa się form wykonanych z blachy ocynkowanej (tanie, ale łatwo ulegające wgnieceniom), stali nierdzewnej (trwalsze, odporne na rdzewienie i wgniecenia), silikonu (o przeróżnych kształtach i wielkościach), szkła i ceramiki.
Formy z blachy ocynkowanej i ze stali nierdzewnej mogą mieć wyjmowane dno (np. tortownice), co pozwala na łatwe wyjęcie ciasta z formy, bez rysowania powierzchni formy i bez uszkodzenia ciasta.